# 桃園市立平南國民中學
桃園市立平南國民中學（英語：Ping Nan Junior High School），簡稱平南國中，位於桃園市平鎮區南勢地區。

## 歷史沿革
- 1979年：成立桃園縣立平南國民中學。
- 1988年：成立附設補習學校。
- 2014年12月25日：因應桃園縣升格改制為直轄市，更名為桃園市立平南國民中學。

## 歷任校長
| 任期 | 姓名       | 任職日期  | 離職日期  | 備註                                                           |
| ---- | ---------- | --------- | --------- | -------------------------------------------------------------- |
| 1    | 楊瑞通先生 | 1979年8月 | 1988年2月 | 原桃園縣教育局督學轉任，調任桃園縣立內壢國民中學。             |
| 2    | 吳清檢先生 | 1988年2月 | 1997年2月 | 原桃園縣立大坡國民中學校長轉任，調任桃園縣立內壢國民中學。     |
| 3    | 陳國維先生 | 1997年8月 | 2002年7月 | 原桃園縣立富岡國民中學校長轉任，調任桃園縣立東興國民中學。     |
| 4    | 許文光先生 | 2002年8月 | 2010年7月 | 原桃園縣立富岡國民中學校長轉任，調任桃園縣立平興國民中學。     |
| 5    | 曾安煌先生 | 2010年8月 | 2018年7月 | 原桃園縣立凌雲國民中學校長轉任，任滿退休。                     |
| 6    | 余儘卿女士 | 2018年8月 | 2022年7月 | 原桃園市立平興國民中學輔導主任升任，調任桃園市立文昌國民中學。 |
| 7    | 蘇彥瑜女士 | 2022年8月 | 現任      | 原桃園市立興南國民中學校長轉任。                               |

## 學區
金星里、平安里、平南里、莊敬里、南勢里、山峰里、湧光里、福林里（第1－5、6鄰）、平鎮里（1－7、29鄰）、鎮興里（第21－25鄰）、湧豐里（第1－16鄰）、湧安里（第1－19、21－28鄰）。

## 知名校友
- 圭皓：民視鳳凰藝能簽約藝人，曾獲選雅虎奇摩第三屆無名良品明日之星獎。
- 林芷薇：演員、主持人。
- 江佩云：閃亮三姐妹成員。
- 江佩珍：閃亮三姐妹成員。
- 江佩瑩：閃亮三姐妹成員。
- 梁凱莉：演員、 女藝人
- 鍾明軒：Youtuber、歌手
- 邱志宇：金馬獎新演員

## 學校週邊
- 桃園市平鎮區南勢國民小學
- 桃園市平鎮區山豐國民小學
- 桃園市平鎮區祥安國民小學
- 平鎮工業區

## 外部連結
- 桃園市立平南國民中學 （页面存档备份，存于）